# Giano Vetusto
Giano Vetusto är en ort och kommun i provinsen Caserta i regionen Kampanien i Italien. Kommunen hade 655 invånare (2017).